# Who Says You Can’t Go Home
Who Says You Can't Go Home – singel zespołu Bon Jovi wydany w 2006 za pośrednictwem wytwórni Island Records, promujący album Have a Nice Day. W Ameryce Północnej "Who Says You Can't Go Home" został wydany jako drugi singel z albumu, podczas gdy na innych kontynentach najpierw wydano "Welcome to Wherever You Are" (oficjalna ogólnoświatowa emisja "Who Says You Can't Go Home" miała miejsca 12 czerwca 2006). 
Bon Jovi nagrał cover utworu przy udziale Jennifer Nettles z zespołu Sugarland utrzymany w stylu country. Singel został sklasyfikowany na 1. miejscu listy przebojów Billboard Hot Country Songs.

## Spis utworów
Sporządzono na podstawie materiału źródłowego.
1. "Who Says You Can't Go Home" – 3:50
2. "Last Man Standing" (Live) – 5:41
3. "Raise Your Hands" (Live) – 5:11
4. "Who Says You Can't Go Home" (wideo) – 4:49

## Miejsca na listach przebojów
| Lista (2005-2006)                            | Pozycja |
| -------------------------------------------- | ------- |
| U.S. Billboard Hot 100                       | 23      |
| U.S. Billboard Pop 100                       | 41      |
| U.S. Billboard Hot Adult Contemporary Tracks | 8       |
| UK Singles Chart                             | 5       |
| Irish Singles Chart                          | 30      |
| Austrian Singles Chart                       | 36      |
| German Top 100                               | 54      |